# Capnella watsonae
Capnella watsonae är en korallart som beskrevs av Verseveldt 1977. Capnella watsonae ingår i släktet Capnella och familjen Nephtheidae. Inga underarter finns listade i Catalogue of Life.